# 程家桥街道
程家桥街道，是中华人民共和国上海市長寧區下辖的一个街道办事处，因长宁区境内原有河流王满泗泾上南北的向石桥“程家桥”而得名。面积7.6平方公里，户籍人口1.98万人（2008年）。

## 历史沿革
程家桥集镇原本位于于今虹桥路、哈密路口南侧的新泾港、王满泗泾两岸。明末清初，此地逐渐成为村落；清朝晚期，居民逐渐增加，程家桥地区便形成了集镇。
清光绪二十六年（1900年），英国一侨民在程家桥建立老裕泰马房，民国3年(1914年)，老裕泰马房主人病死，马房为怡和洋行、太古洋行、汇丰银行等8家大班购下，改建成高尔夫球场，名虹桥抛球总会球场。
光绪二十七年（1901年），工部局越界辟筑虹桥路和罗别根路（即哈密路）。随后，外国人在虹桥路沿线建了一系列花园、别墅，其中沙逊别墅、朱家花园、孔家花园、罗别根花园、霍更斯别墅（空管局退休干部活动中心）等具有美国、英国、意大利等国建筑风格的花园别墅座落在程家桥区域附近。
民国时期，当地被划入蒲淞区。民国31年（1942年），日军“清乡”期间，小贩偷越“请乡”封锁线，从青浦、松江贩米至此出售；王满泗桥、老程家桥商店二十余家陆续迁此，渐成小镇，1946年有商店36家。
1949年4月，程家桥划属上海市新泾区管辖。1949年5～7月，上海市军事管制委员会新泾区接管委员会先后设5个办事处，下辖6镇，其中便有程家桥镇，后程家桥镇归入新泾乡；1951年5月，又复设程桥乡。
1954月5月21日，为配合西郊公园开放，由市区通往程家桥的公共汽车线路57路开通，线路由静安寺起，经南京西路、延安西路、虹桥路到西郊公园。同年5月25日，西郊公园改建工程完工，开放参观；同年8月，市政府决定将西郊公园扩建为上海动物园。一时，游客大增，市面益振。时有商店44家。
1956年，程家桥再度被划入北新泾镇；同年3月，程家桥地区随着新泾区撤销而并入西郊区。1958年8月西郊区撤销，同年11月份，程家桥随北新泾镇再划入上海县。

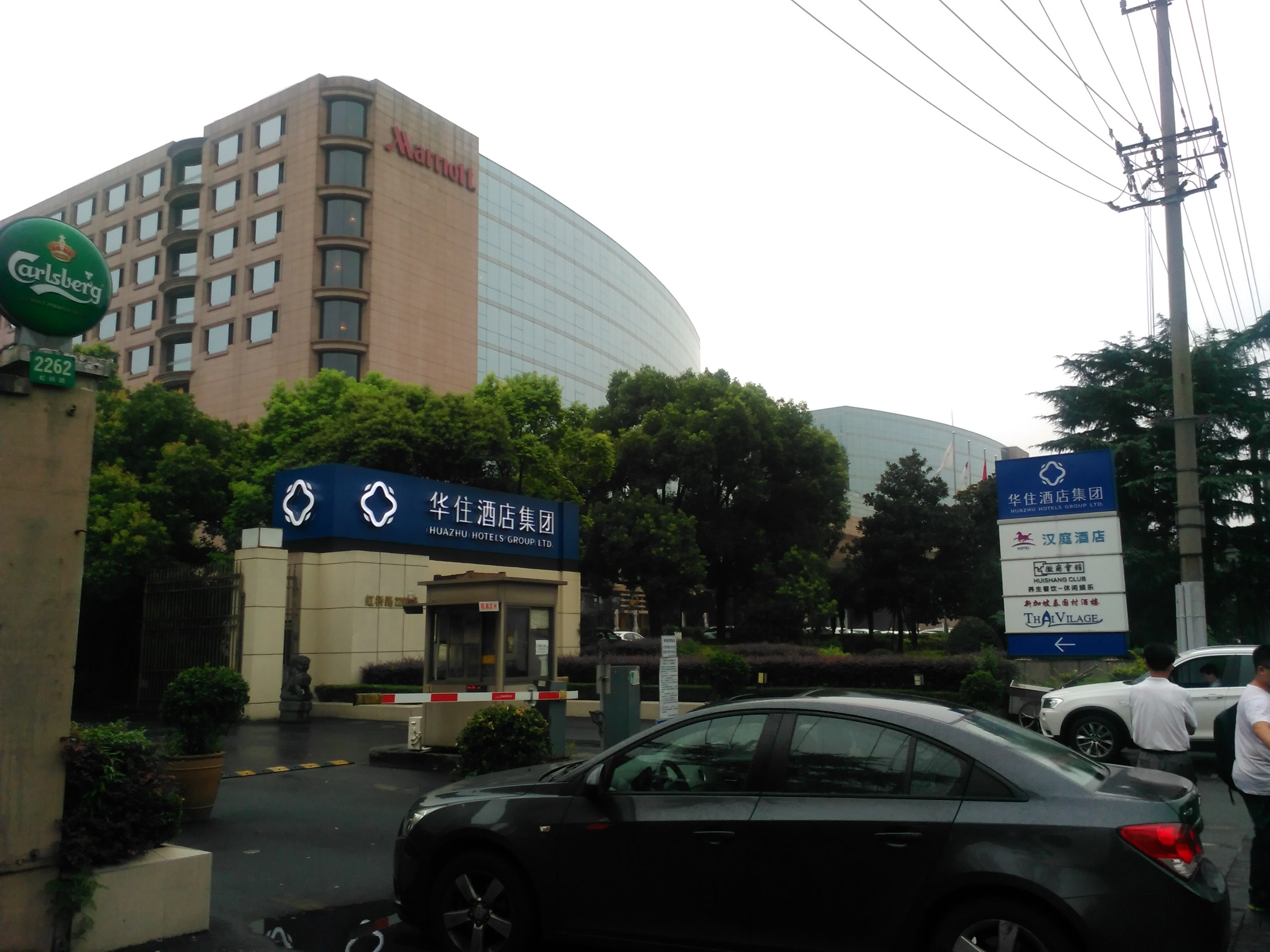
上海万豪虹桥大酒店和华住酒店集团总部

1981年北新泾镇、新泾公社、虹桥公社部分地共0.45平方公里划属长宁区。1982年全镇道路铺设下水道，铺筑沥青路面，沿新泾港砌石驳岸4.10公里；淮阴路、虹井路、虹梅路及程家桥路均翻修成沥青路。1985年，在上海动物园门前建造上海最大的人行地道。1986年，程家桥始设街道办事处。1987年虹桥路拓宽改建，全镇房屋全部拆除。于此同时，1981年11月至1992年底，新泾供销社、农口、轻工、虹桥国际机场等系统、单位在程家桥建设了一批公房小区，形成程桥一村、二村、虹桥机场新村和上航新村等4个住宅小区。另建有绿谷别墅、松园别墅及皇朝、明鸿等别墅群。1984年起，程家桥地区从有300余户的生活区发展成为有7537户居民的生活区。
1996年12月2日，辖区南部的延安高架路西段建成通车。2010年4月10日，上海地铁10号线龙溪路站以东及支线先期开通试运营，主线龙溪路站以西于2010年11月30日开通。10号线在境内设龙溪路站、上海动物园、虹桥1号航站楼等三个站点。

## 现行行政区划

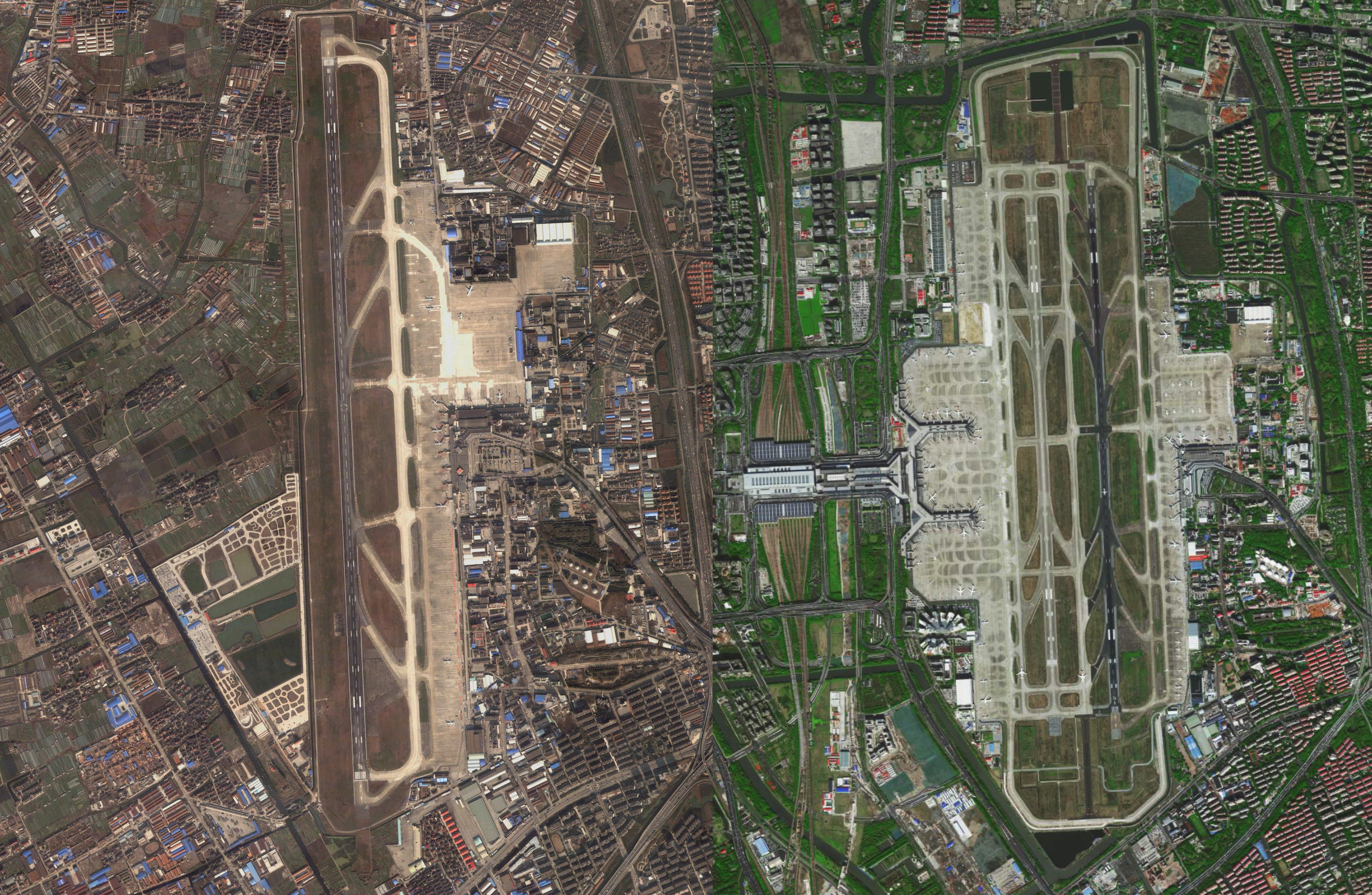
程家桥街道西侧与南侧界限即为扩建前的虹桥国际机场的围墙（左图2006年），扩建后（右图2022年）并未因此而改变。

目前，街道辖区东起俞家浜，折西郊宾馆东围墙、虹桥路、虹梅路；西至虹桥国际机场（扩建前）西围墙；南沿虹桥国际机场（扩建前）南围墙，折沪杭铁路徐虹支线；北临虹桥国际机场北、东围墙，折夏家浜、新泾港、淮阴路、西郊宾馆北围墙。
目前，程家桥街道下辖以下居委会：程桥一村居委会、程桥二村居委会、宝北居委会、机场新村居委会、王满泗桥居委会、南龚居委会和上航新村居委会。

## 交通

### 轨道交通
- █ 10号线：龙溪路站、上海动物园站、虹桥一号航站楼站

### 航空
- 虹桥机场一号航站楼